# رويفروي (باد كاليه)
رويفروي، باد كاليه (بالفرنسية: Rouvroy, Pas-de-Calais)‏ هي بلدية تقع في إقليم باد كاليه من منطقة نور با دو كاليه في شمال فرنسا. تبلغ مساحة هذه المدينة 6.42 (كم²)، وترتفع عن سطح البحر 55 م، يبلغ عدد سكانها 8973 نسمة حسب إحصاء المعهد الوطني للإحصاء والدراسات الاقتصادية سنة 2009 م. وترأس Jean Haja البلدية خلال فترة (2008-2014).